# Frecuencia extremadamente alta
La frecuencia extremadamente alta (en inglés, extremely high frecuency, EHF) es la designación de la Unión Internacional de Telecomunicaciones para la banda de radiofrecuencias del espectro electromagnético comprendida entre 30 y 300 gigahercios (GHz) Las ondas de radio en esta banda tienen longitudes de onda de diez a un milímetro, por lo que también se denomina onda milimétrica (onda mm), y la radiación en esta banda se llama ondas milimétricas, a veces abreviadas MMW o mmWave. Las ondas electromagnéticas milimétricas fueron investigadas por primera vez por el físico indio Jagdish Chandra Bose, que generó ondas de frecuencia de hasta 60 GHz durante unos experimentos realizados entre 1894 y 1896.

## Propagación

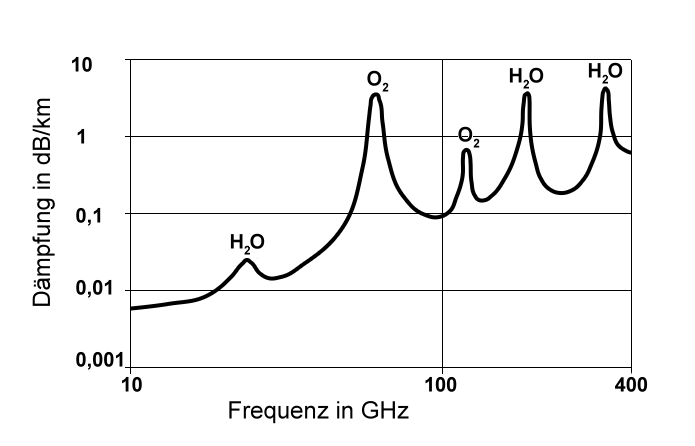
Atenuación atmosférica en dB/km en función de la frecuencia en la banda EHF. Los picos de absorción en determinadas frecuencias son un problema, debido a componentes de la atmósfera como el vapor de agua (H_{2}O) y el oxígeno molecular (O_{2}). La escala vertical es logarítmica.

Las ondas milimétricas se propagan únicamente a través de la línea de visión. No se reflejan en la ionosfera ni viajan a lo largo de la Tierra como ondas terrestres, al igual que las ondas de radio de baja frecuencia. A densidades de potencia típicas, son bloqueadas por los muros de los edificios y sufren una atenuación significativa al atravesar el follaje. La absorción por los gases atmosféricos es un factor importante en toda la banda y aumenta con la frecuencia. Sin embargo, esta absorción es máxima en unas pocas líneas de absorción específicas, principalmente las del oxígeno a 60 GHz y las del vapor de agua a 24 GHz y 184 GHz. En las frecuencias situadas en las «ventanas» entre estos picos de absorción, las ondas milimétricas tienen mucha menos atenuación atmosférica y mayor alcance, por lo que muchas aplicaciones utilizan estas frecuencias. Las longitudes de onda milimétricas son del mismo orden de tamaño que las gotas de lluvia, por lo que la precipitación provoca una atenuación adicional debida tanto a la dispersión (desvanecimiento por lluvia) como a la absorción. La elevada pérdida en el espacio libre y la absorción atmosférica limitan la propagación útil a unos pocos kilómetros. Por eso son útiles para redes de comunicaciones densas, como las redes de área personal, que mejoran la utilización del espectro mediante la reutilización de frecuencias.
Las ondas milimétricas presentan características de propagación «ópticas» y pueden reflejarse y enfocarse en pequeñas superficies metálicas y lentes dieléctricas de entre 5 y 30 cm de diámetro. Como sus longitudes de onda suelen ser mucho menores que los equipos que las manipulan, pueden utilizarse las técnicas de la óptica geométrica. La difracción es menor que en frecuencias más bajas, aunque las ondas milimétricas pueden ser difractadas por los bordes de los edificios. A longitudes de onda milimétricas, las superficies parecen más rugosas, por lo que aumenta la reflexión difusa. La propagación multitrayecto, en particular la reflexión de las paredes y superficies interiores, provoca graves desvanecimientos. El desplazamiento Doppler de la frecuencia puede ser significativo incluso a velocidades peatonales. En los dispositivos portátiles, el ensombrecimiento debido al cuerpo humano es un problema.

## Aplicaciones
Las ondas milimétricas se utilizan en radares militares de control de incendios, escáneres de seguridad en aeropuertos, redes inalámbricas de corto alcance, investigación científica, etc.
Esta banda se utiliza habitualmente en radioastronomía y teledetección. La radioastronomía terrestre se limita a emplazamientos de gran altitud, como Kitt Peak y el Atacama Large Millimeter Array (ALMA), debido a problemas de absorción atmosférica.

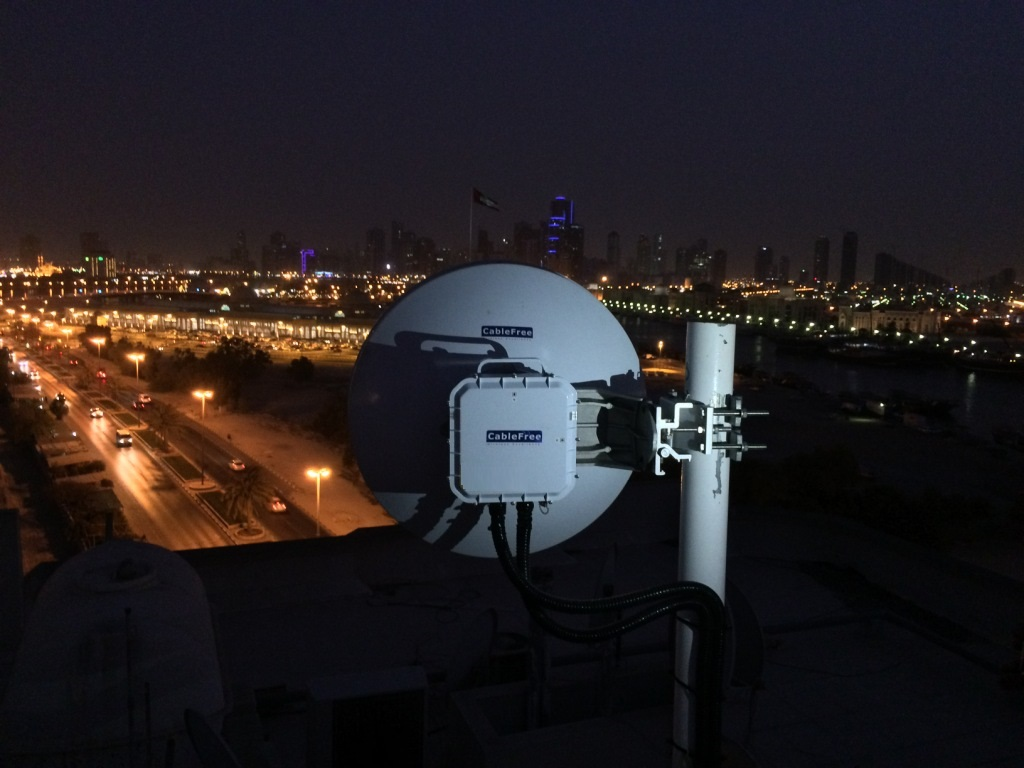
Un enlace MMW instalado en los Emiratos Árabes Unidos, que proporciona una capacidad de 1 Gbit/s entre emplazamientos. Los enlaces se despliegan con rapidez y tienen un coste inferior al de la fibra óptica.

En una nueva e importante aplicación de las ondas milimétricas, determinados rangos de frecuencia cercanos a la parte inferior de la banda se están utilizando en la nueva generación de redes de telefonía móvil, las redes 5G. Además, el uso de bandas de ondas milimétricas para la comunicación vehicular también se perfila como una solución atractiva para apoyar las comunicaciones vehiculares semiautónomas.
Las radiaciones electromagnéticas de baja intensidad (normalmente 10 mW/cm2 o menos) de frecuencia extremadamente alta pueden utilizarse en medicina humana para el tratamiento de enfermedades. Por ejemplo, «una exposición breve y de baja intensidad a MMW puede cambiar las tasas de crecimiento y proliferación celular, la actividad de las enzimas, el estado del aparato genético celular, la función de las membranas excitables y los receptores periféricos.»